# Bibio villosus
Bibio villosus är en tvåvingeart som beskrevs av Johann Wilhelm Meigen 1818. Bibio villosus ingår i släktet Bibio och familjen hårmyggor. Inga underarter finns listade i Catalogue of Life.